# Isostyla intersecta
Isostyla intersecta är en fjärilsart som beskrevs av W. Warren 1900. Isostyla intersecta ingår i släktet Isostyla och familjen tandspinnare. Inga underarter finns listade i Catalogue of Life.